# Riviera (Texas)
Riviera es un lugar designado por el censo ubicado en el condado de Kleberg en el estado estadounidense de Texas. En el Censo de 2010 tenía una población de 689 habitantes y una densidad poblacional de 71,84 personas por km².

## Geografía
Riviera se encuentra ubicado en las coordenadas 27°17′58″N 97°47′53″O / 27.29944, -97.79806. Según la Oficina del Censo de los Estados Unidos, Riviera tiene una superficie total de 9.59 km², de la cual 9.55 km² corresponden a tierra firme y (0.38%) 0.04 km² es agua.

## Demografía
Según el censo de 2010, había 689 personas residiendo en Riviera. La densidad de población era de 71,84 hab./km². De los 689 habitantes, Riviera estaba compuesto por el 80.55% blancos, el 0.15% eran afroamericanos, el 0% eran amerindios, el 0.15% eran asiáticos, el 0% eran isleños del Pacífico, el 18.29% eran de otras razas y el 0.87% pertenecían a dos o más razas. Del total de la población el 73.44% eran hispanos o latinos de cualquier raza.